# 링크제니시스
링크제니시스(Linkgenesis Co. Ltd.)는 대한민국의 기업이다. 본사는 경기도 안양시 동안구 시민대로 401 319호(관양동, 대륭테크노타운15차)에 위치해 있으며 대표이사는 정성우이다. 아이디스파워텔이 최대주주로 있다

## 상장
2018년 2월 5일에 공모가 30,000원에 상장하였다. 

## 참고 문헌
1. ↑  링크제니시스, 'AI 머신비전' 사업 본격화...반도체 부품사에 공급, 뉴스핌, 2023년 9월 6일
2. ↑  라온피플 링크제니시스, 제조기업 스마트공장 활성화정책에 수혜, 비즈니스포스트, 2021-04-22
3. ↑  아이디스파워텔, 링크제니시스 20.7% 인수해 최대주주로, 머니투데이, 2023.02.22